# 久我未来
久我 未来（くが みく、1980年4月10日 - ）は、日本の俳優、ミュージシャン、元子役。身長160cm。血液型はO型。

## 人物
趣味のバンドでギター、ドラム、ベースなどを演奏し作詞・作曲も手がける。
『鳥人戦隊ジェットマン』後半にて、少年だったトランが急成長して大人のトランザになったのは、「子供の姿のままで倒してはいけないから」という理由であったと当人は語っている。
2010年7月7日より、本格的に音楽活動を開始。久我未来を主体とした長期型コンセプトバンド「KNELL」のオフィシャルサイトや自身のブログが公開となっていたが、2015年4月12日にバンド形態において正式解散した。
2015年12月5日、メロディックデスメタルバンドVeiled in Scarletにボーカル（本人は「Voice」と記載）として正式加入したことを発表し2ndアルバムに参加しリリースした。しかし、体調不良を理由に2016年8月下旬にVeiled in Scarletを脱退した。他方、本人はバンド脱退の理由を自らネット番組で語っており、同番組で某アクション映画の降板についても触れている。

## 主な出演作品

### テレビドラマ
- 鳥人戦隊ジェットマン（1991年） - トラン 役
- 特捜エクシードラフト 第11話「炎の超高速ロボ」・第12話「マッハのロボ戦線」（1992年） - 野々村和也 役
- 特捜ロボ ジャンパーソン 第29話・第30話（1993年） - 細川正志 役
- 有言実行三姉妹シュシュトリアン 第24話「ETおばさんと扇」（1993年） - 伊藤くん 役
- NHK大河ドラマ 花の乱（1994年） - 足利義勝 役
- 3年B組金八先生（TBS） - 高畑優 役
  - 3年B組金八先生 第4シリーズ（1995年 - 1996年）
  - スペシャル9「子供を救え! 大人達よ立ち上がれ」（1998年）
  - 3年B組金八先生ファイナル〜「最後の贈る言葉」（2011年3月27日）
- フジテレビ金曜エンタテイメント「ゴミ事件弁護士 梅木桃子の六法全書」（1997年） - 容疑者の少年 役
- 特命係長 只野仁 3rdシーズン（2007年） - 不良 役

### 映画
- 耳をすませば（1995年） - ガヤ（声）
- アジアの瞳（1997年） - 伊東マンショ 役
- GTO（1999年） - 寺島慎吾 役
- 仮面学園（2000年） - 黒岩武 役
- リリイ・シュシュのすべて（2001年） - フィリア派 役
- 17歳（2002年） - オカマの看護師 役
- バトル・ロワイアルII 鎮魂歌（2003年） - 米内健吾 役
- 花とアリス（2004年） - オーディションを受ける久我未来 役
- スケバン刑事 コードネーム=麻宮サキ（2006年、東映）
- ドラゴン＆ドラクル（2017年、自主制作/特別出演） - 妖狩り 役
- 悶殺蛇女（2019年、自主制作/特別出演） - 元彼氏 役

### 舞台
- 桜月記－女興行師 吉本せい（1991年、宝塚劇場公演、森光子主演） - 息子 役
- アユタヤの星（1993年、明治座、松平健主演） - ジェッタ王子 役

### ドラマCD
- っポイ!（2003年、月刊LaLaオリジナルドラマＣＤ） - 日下万里 役

### 吹き替え
- フォーエヴァー・ヤング 時を超えた告白（ナット）
- フック（1991年）
- マイティ・ダックス（1992年）
- アボンリーへの道（1993年、東北新社/NHKエンタープライズ）
- マイティ・ダックス２（1994年）

### ラジオドラマ・ラジオＣＭ・テレビＣＭ
- 東芝（1991年、ラジオＣＭ）
- FMシアター「サマー・スクール」 主演（1994年9月17日）
- 朝日生命（1995年、テレビＣＭ）
- ヘビーギア 主演（2003年）

### Youtube番組
- 内藤慈映像研究室 （2022年11月19日）　降板王降臨！俳優・久我未来スペシャルインタビュー2022【聞き手・内藤慈】
- 内藤慈映像研究室 （2023年03月01日）　クガ・ミクのすべて〜俳優・久我未来スペシャルインタビュー2022延長戦【聞き手・内藤慈】